# Гутковський Клим
Клим Ґутковський, або Гутковський (18 серпня 1881, Тернопіль — 29 травня 1915, Будапешт) — громадський діяч, активіст спортово-патріотичних товариств «Січ» та «Сокіл-Батько», командант Гуцульської сотні УСС, редактор часопису «Праця».

## Життєпис
Клим Ґутковський народився 18 серпня 1881 року в Тернополі (Королівство Галичини та Володимирії, Австро-Угорщина, нині Україна). Там само закінчив вищу реальну школу.

### Відкривач печер у Кривчому
У 1908-му відкрив сталактитові печери на Тернопільщині вдруге відкрив Кришталеву печеру в Кривчому (Тернопільщина). Гутковський уперше зробив її фотографії та склав топографічний план привхідної ділянки: 
|  | …удалось мені зовсім случаймо відкрити печери, яких нікому і не снилося. Печери ті своєю величиною та красою могуть рівнятись хіба з адельберськими, а є там навіть річки, яких і Адельсберг не має, |

– описував своє відкриття Клим Гутковський. Завдяки цьому науковці зацікавилися печерою і організували ряд наукових досліджень.
Також Гутковський, досліджуючи підземні проходи Кривчого, давав їм імена великих українців. Наприклад, Іван Мазепа, Богдан Хмельницький, Іван Богун, Тарас Шевченко та інші.

### На посадах редактора
Будучи студентом Львівської політехніки, в 1909 році, Клим Гутковський був запрошений для редакторської роботи в тодішніх газетах. У 1910 та 1911 роках працював редактором часопису «Праця», який видавав комітет Народної друкарні в Куритибі (Бразилія).
У 1911 року повернувся до Галичини. Коли в 1913 році по всій Галичині утворюються стрілецькі товариства, Клим Гутковський виступає одним з керівників першої організації стрільців у Бориславі.

### В УСС
У серпні 1914 як старшина австрійської армії переведений до Легіону УСС. Призначений командантом Гуцульської сотні (ранґ — сотник). Брав участь у боях з армією Російської імперії під Вишковом. Учасник бою Степан Глушко писав у спогадах:
|  | Сотник Гутковський одержав приказ заняти коту під Вишковом… Чути певний голос сотника: Вперед хлопці! і сам він стоїть просто, не шукає охорони перед кулями. Його постава додавала відваги молодим стрільцям, що перший раз почули воєнну музику… Москалі кинули кріси, піднесли руки вгору і просять пощади. Сотня Гутковського взяла в неволю около 300 москалів сибірського полку і відставила їх в запілля… Серед стрілецтва говорили, що його кулі не чіпаються, бо він в білий день ходив прямо перед позиціями, хоч кулі свистали попри вуха. І дійсно одчайдушна відвага сотника дивувала не тільки стрільців, але й страшила як своїх, так чужих. |

Помер після важкої хвороби 29 травня 1915 року у шпиталі в Будапешті.